# Renault R28
De Renault R28 is een Formule 1-auto die gebruikt werd door Renault in het seizoen 2008. De wagen werd op 31 januari 2008 officieel voorgesteld op het hoofdkwartier van Renault in Boulogne-Billancourt. Op 21 januari 2008 maakte de wagen al zijn testdebuut op het Circuit Ricardo Tormo Valencia.
Fernando Alonso boekte twee overwinningen in deze wagen, maar de overwinning in de Grand Prix van Singapore werd overschaduwd door het Crashgate-schandaal.

## Resultaten
| Resultaat                       |
| ------------------------------- |
| Winnaar                         |
| Tweede plaats                   |
| Derde plaats                    |
| Gefinisht (punten behaald)      |
| Gefinisht (geen punten behaald) |
| Niet geklasseerd (NC)           |
| Uitgevallen (DNF)               |
| Niet gekwalificeerd (DNQ)       |
| Gediskwalificeerd (DSQ)         |
| Niet gestart (DNS)              |
| Gewond (INJ)                    |
| Uitgesloten (EX)                |
| Teruggetrokken (WD)             |
| Niet deelgenomen (blanco cel)   |
| P Pole position                 |
| S Snelste ronde                 |

| Jaar | Chassis     | Motor             | Banden | Coureurs          | 1   | 2   | 3   | 4   | 5   | 6   | 7   | 8   | 9   | 10  | 11  | 12  | 13  | 14  | 15  | 16  | 17  | 18  | Punten | WK-plaats |
| ---- | ----------- | ----------------- | ------ | ----------------- | --- | --- | --- | --- | --- | --- | --- | --- | --- | --- | --- | --- | --- | --- | --- | --- | --- | --- | ------ | --------- |
| 2008 | Renault R28 | Renault RS27-2008 | B      |                   | AUS | MAL | BHR | SPA | TUR | MON | CAN | FRA | GBR | DUI | HON | EUR | BEL | ITA | SIN | JPN | CHN | BRA | 80     | 4         |
| 2008 | Renault R28 | Renault RS27-2008 | B      | Fernando Alonso   | 4   | 8   | 10  | DNF | 6   | 10  | DNF | 8   | 6   | 11  | 4   | DNF | 4   | 4   | 1   | 1   | 4   | 2   | 80     | 4         |
| 2008 | Renault R28 | Renault RS27-2008 | B      | Nelson Piquet jr. | DNF | 11  | DNF | DNF | 15  | DNF | DNF | 7   | DNF | 2   | 6   | 11  | DNF | 10  | DNF | 4   | 8   | DNF | 80     | 4         |
| Jaar | Chassis     | Motor             | Banden | Coureurs          | 1   | 2   | 3   | 4   | 5   | 6   | 7   | 8   | 9   | 10  | 11  | 12  | 13  | 14  | 15  | 16  | 17  | 18  | Punten | WK-plaats |